# Университет штата Калифорния
Университет штата Калифорния (англ. California State University) — объединение калифорнийских государственных университетов, в которое входят 23 университета:
- Калифорнийская морская академия[англ.]
- Политехнический университет штата Калифорния[англ.]
- Политехнический университет штата Калифорния в Помоне[англ.]
- Университет штата в Бейкерсфилд[англ.]
- Университет штата в Ченнэл-Исландс[англ.]
- Университет штата в Чико[англ.]
- Университет штата в Домингес-Хиллс[англ.]
- Университет штата в Ист-Бэй[англ.]
- Университет штата во Фресно[англ.]
- Университет штата в Фуллертоне[англ.]
- Университет штата в Лонг-Бич[англ.]
- Университет штата в Лос-Анджелесе[англ.]
- Университет штата в Монтерей-Бэй[англ.]
- Университет штата в Нортридже[англ.]
- Университет штата в Сакраменто[англ.]
- Университет штата в Сан-Бернардино[англ.]
- Университет штата в Сан-Маркос[англ.]
- Университет штата в Станислаус[англ.]
- Университет штата Калифорния имени Гумбольда[англ.]
- Университет штата в Сан-Диего
- Университет штата в Сан-Франциско
- Университет штата в Сан-Хосе
- Сономский университет[англ.]